# 席曼寧
席曼寧（1963年10月28日—），臺灣電視、電影女演員，1986年以《金色山莊》出道，並以該部電視劇和林以真並列女主角。席曼寧曾多次入圍金鐘獎，為臺灣電視圈知名的演技派之一。

## 生平
身為臺灣人的席曼寧，號稱擁有荷蘭人祖先的血統而以深邃的五官輪廓為特徵，本人完全不會說荷蘭語。1990年至2000年間，因演出臺灣知名的電視連續劇「花系列」而聲名大噪，該劇曾創下高達45%以上的收視率，成為當時討論的熱門話題，席曼寧因此而有臺灣「九點半天后」之稱。

## 電視劇
| 年份   | 電視台          | 劇名                                  | 角色      |
| 1986年 | 台視            | 《金色山莊》（第一部電視劇）          | 徐曼琳    |
| 1987年 | 台視            | 《玫瑰人生》                          | 宮本寧子  |
| 1988年 | 台視            | 《黃金孔雀城》                        | 尤媚絲    |
| 1988年 | 台視            | 《意亂情迷》                          | 美鳳/婉儀 |
| 1991年 | 台視            | 人間劇場-《平凡的愛》                 | 黃淑女    |
| 1991年 | 台視            | 人間劇場-《媽媽的房客》               | 楊玉真    |
| 1991年 | 台視            | 人間劇場-《幾度花落時》               | 劉玫瑰    |
| 1991年 | 台視            | 《牽手情》                            | 蔡有彩    |
| 1991年 | 台視            | 《小婦人週記》                        |           |
| 1991年 | 華視            | 《草地狀元 (電視劇)》                 | 莊秀娟    |
| 1991年 | 中視            | 又見夏娃—《我的老婆是女強人》         |           |
| 1991年 | 中視            | 又見夏娃—《表姑你好》                 |           |
| 1992年 | 中視            | 《琉璃花》                            | 周彩霞    |
| 1993年 | 台視            | 《大太監與小木匠》                    | 奉聖夫人  |
| 1993年 | 台視            | 《愛愛的日記》                        | 沈涵涵    |
| 1993年 | 中視            | 《仙人掌花》                          | 盛巧玲    |
| 1994年 | 中視            | 《香水百合花》                        | 美琳      |
| 1994年 | 中視            | 《火鶴》                              | 芸蘭      |
| 1995年 | 中視            | 《碧海明月心》                        | 余碧嵐    |
| 1995年 | 中視            | 《老伯公的大瓦厝》                    | 吕玉珠    |
| 1996年 | 中視            | 《七夕花》                            | 廖秋桐    |
| 1996年 | 廣電            | 《酷哥帥妹妙爸爸》                    |           |
| 1996年 | 中視            | 《紅塵》                              | 范春花    |
| 1996年 | 華視            | 創作劇坊-《天亮叫我》                 | 雅慧      |
| 1997年 | 中視            | 《台獨份子》                          | 秋禾      |
| 1997年 | 中視            | 《危險關係》                          | 林霜      |
| 1997年 | 中視            | 《我心屬於你》                        | 沈寧靜    |
| 1997年 | 民視            | 《我永遠愛你》                        | 蘇芳琪    |
| 1997年 | 民視            | 《星座女人系列》牡羊座-當愛情來的時候 | 朱莉      |
| 1998年 | 民視            | 《舉頭三尺有神明－血蓮花 》           | 林淑美    |
| 1998年 | 華視            | 《追愛的人》（又名午夜风铃）          | 李祖容    |
| 1998年 | 中視            | 《太陽花》                            | 蔡秀女    |
| 2000年 | 中視            | 《奈何花》                            | 劉苓苓    |
| 2005年 | 華視            | 《舊情綿綿》                          | 顏麗貞    |
| 2006年 | 華視            | 《水色嘉南》                          | 石番婆    |
| 2006年 | 民視            | 《愛》                                | 張彩雲    |
| 2007年 | 公視            | 《出外人生》                          | 葉錦霞    |
| 2008年 | 三立台灣台      | 《真情滿天下》                        | 劉月梅    |
| 2009年 | 華視            | 《不良笑花》                          | 祝雅安    |
| 2010年 | 三立都會台      | 《犀利人妻》                          | 藍母      |
| 2011年 | 台視            | 《姊妹》                              | 汪佩珍    |
| 2012年 | 台視 三立都會台 | 《向前走向愛走》                      | 何瓊音    |
| 2012年 | 八大戲劇台      | 《你是春風我是雨》                    | 如妍      |
| 2012年 | 台視            | 《罪美麗》                            | 張曼玉    |
| 2013年 | 台視            | 《親愛的，我愛上別人了》              | 李莊秋玉  |
| 2015年 | 台視            | 《春梅》                              | 林陳文櫻  |
| 2020年 | 大愛            | 《大林學校》                          | 林媽媽    |

## 主持作品
| 年份          | 頻道                  | 節目                             |
| 1999年 1999年 | 八大第一台 東森綜合台 | 《致命殺機》 「鬼話連篇」 1-30集 |

## 電影
| 年份   | 片名      | 角色               |
| 2010年 | 《 艋舺》 | Geta之妻、志龍母親 |

## 獎項紀錄
| 年份   | 頒獎典禮     | 獎項                 | 影片                     | 角色     | 結果 |
| ------ | ------------ | -------------------- | ------------------------ | -------- | ---- |
| 1997年 | 第32屆金鐘獎 | 女主角獎             | 《七夕花》               | 廖秋桐   | 入圍 |
| 1997年 | 第32屆金鐘獎 | 女配角獎             | 《酷哥帥妹妙爸爸》       |          | 入圍 |
| 2007年 | 第42屆金鐘獎 | 戲劇節目最佳女主角獎 | 《出外人生》             | 江錦霞   | 入圍 |
| 2014年 | 第49屆金鐘獎 | 戲劇節目女配角獎     | 《親愛的，我愛上別人了》 | 李莊秋玉 | 入圍 |

## 外部連結
- 席曼寧在香港影庫上的簡介
- 席曼寧在互联网电影资料库（IMDb）上的資料（英文）
- YouTube上的【人間菩薩】席曼寧(本名:李儀貞)
- YouTube上的【大愛人物誌】20140821 - 席曼寧